# Ярок (Закарпатская область)
Я́рок (укр. Ярок) — село в Баранинской сельской общине Ужгородского района Закарпатской области Украины.
Население по переписи 2001 года составляло 724 человека. Занимает площадь 0,44 км².

## История
В письменных источниках село известно под названием «Аагок», что является мадьяризированным славянским словом «ярок». Название деревни, расположенной на возвышении, можно связывать с местностью, которую древние славяне выбирали для поклонения богу солнца (весеннего равноденствия) — Ярилу. Так вокруг места стали появляться первые поселения, которые образовали нынешнее село Ярок. Первое письменное упоминание о селе, известно лишь с 1499 года, когда оно принадлежало Другетам. Нынешнее село Ярок основано на грецком праве в начале XV века. В XV—XVII веках село принадлежало Невицкому домену Другетов. Жители села около 1585 года приняли реформацию и принадлежали к Ужгородской плебании. В последней четверти XVI века в село прибыли 20 новых семей поселенцев. В 1599 году в селе хозяйничало 30 семей и семья шолтейса. В начале XVIII века в Ярке жили лишь 9 крестьянских семей.
26 июля 2009 село Ярок отметил свою 510 годовщину.